# Providence (Rhode Island)
Providence Rhode Island állam fővárosa és legnagyobb városa. Az Amerikai Egyesült Államok egyik legelső városa volt. Providence megyében található, az új-angliai térség második vagy harmadik legnagyobb városa. Lakossága 2008-ban 171 557 volt, ezzel az ország 132. legnagyobb városa. A város a Narragansett-öböl csúcsán, a Providence-folyó torkolatánál helyezkedik el.
Providence-t 1636-ban Roger Williams alapította, akit vallásos nézetei miatt száműztek a Massachusetts-öbölbeli kolóniáról. Ő a várost Isten mérhetetlen gondoskodásáról nevezte el. Mivel az egyik első város volt az országban, amelyik iparosodni kezdett, az ékszeriparáról és az ezüstművességéről vált ismertté.

## Története

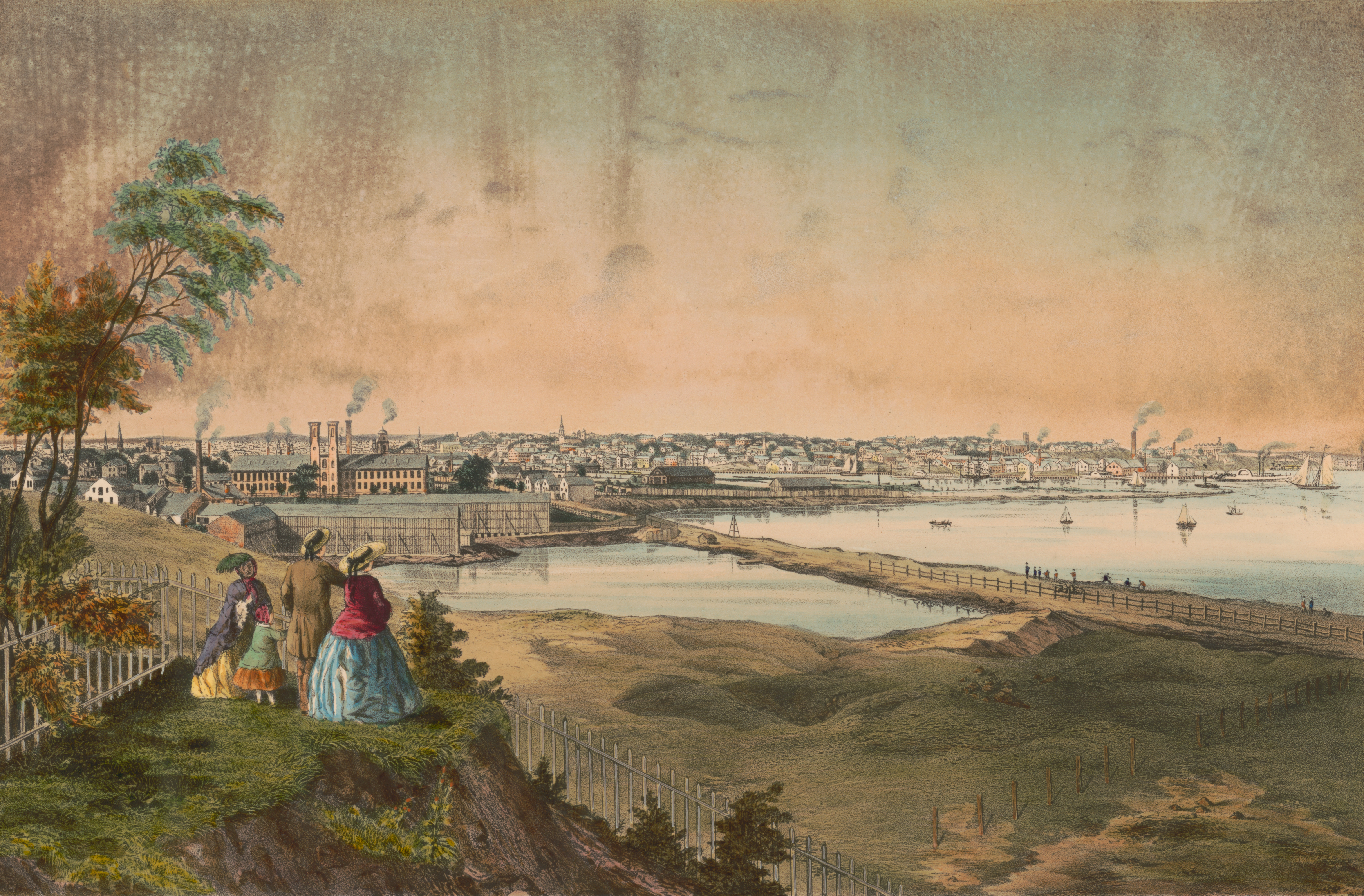
Providence a 19. század közepén

A terület, amit ma Providence-nek hívnak, 1636 júniusában lett benépesítve először. Roger Williams alapította, és a terület így az egyike volt az első 13 amerikai gyarmatnak. Williams a helyi narragansett indiánoktól vásárolta a földet és a mai nevét adta neki. Az első lakosok vallási okok miatt elűzött emberek voltak, maga Williams is Massachusettsből lett száműzve.
Az 1770-es évek közepén a brit kormány adókat vetett ki, hogy gátolja a város fő gazdasági ágait, a  tengerészetet, a halászatot és a földművelést. Az egyik ilyen volt a Cukor-törvény. Ezen adók miatt a város csatlakozott a többi gyarmathoz a brit korona ellen, valamint így a város lakói voltak a forradalom első szemtanúi is az 1772-es Gaspee-ügy idején.
A függetlenségi háború alatt a város megmenekült az ellenséges erők megszállásától, csak a közeli Newportot foglalták el az angolok. Miután kikerülték Newportot, a XVI. Lajos francia király által küldött csapatok átvonultak Providence-en, hogy megtámadják az angol erőket.
A háború után a város gazdasága kiterjed a kézművesiparra, a gép- és eszközgyártásra, ékszer- és textiliparra. Volt idő, amikor az ország kilencedik legnagyobb városa volt. A város ipara számos ország bevándorlóját foglalkoztatta. Az 1820-as években kisebb lázongások voltak a fehér és a fekete lakosság között. 1831-ben a város lakossága 17 000 fő fölötti volt. A polgárháború utáni 54 595 fős lakosságszám 1900-ra 175 597 fősre nőtt.

## Földrajz
Providence egy 53,2 km²-es területen fekszik. Ebből 47,8 km² föld és 5,3 km² (körülbelül 10%) víz.
A városnál folyik bele a Providence-, a Moshassuck- és a Woonsacket-folyó a Narraganset-öbölbe. A Waterplace Park amfiteátrum és riverwalk (folyósétány) húzódik a folyó partjai mentén a belvárosban.
A Constitution Hill (a belvároshoz közel), College (vagy Prospect) Hill (a Providence-folyótól keletre), valamint a Federal Hill (New England legnagyobb olasz kerülete) a város legjelentősebb dombjai. A fennmaradó dombok közé tartozik a Tockwotten Hill, a Fox Point, a Smith-hegy (ahol az állami parlament épülete található), a Christian Hill és a Weybosset Hill.
Providence-nek 25 hivatalos kerülete van, bár ezeket sokszor csoportosítják, környékek szerint emlegetik.
- Az East Side: a Blackstone, a Hope (más néven Summit), a Mount Hope, a College Hill, a Wayland és a Fox Point kerületekből áll.
- A Ékszer kerület: a Providence-folyó, 95-ös és a 195-ös autópálya által közrezárt terület.
- A North End: a Charles és Wanskuck kerületek együtt.
- A South Side (vagy Dél-Providence): az Elmwood, az Alsó-Dél Providence, a Felső-Dél Providence és a West End kerületekből áll.
- A West Broadway egy hivatalosan elismert környék. A Federal Hill déli részéből és a West End északi részéből áll.

## Testvérvárosai
- Phnompen, Kambodzsa
- Firenze, Olaszország
- Riga, Lettország
- Santo Domingo, Dominikai Köztársaság